# Харьковка (Волгоградская область)
Ха́рьковка — село в Старополтавском муниципальном районе Волгоградской области. Административный центр Харьковского сельского поселения.

### Рельеф и геологическое строение
Харьковка расположена на севере Прикаспийской низменности. Перепады высот в пределах села не значительны: от 34 м (уровень воды в реке) до 39 метров (на северной окраине) от уровня моря. Средняя высота над уровнем моря — около 37 метров.

### Климат
Климат достаточно суров: лето жаркое, сухое, с высокими средними температурами (до 40°), зима холодная, нередко малоснежная. Среднегодовое количество осадков — менее 300 мм. Среднегодовая температура — около +6°

### Гидрология

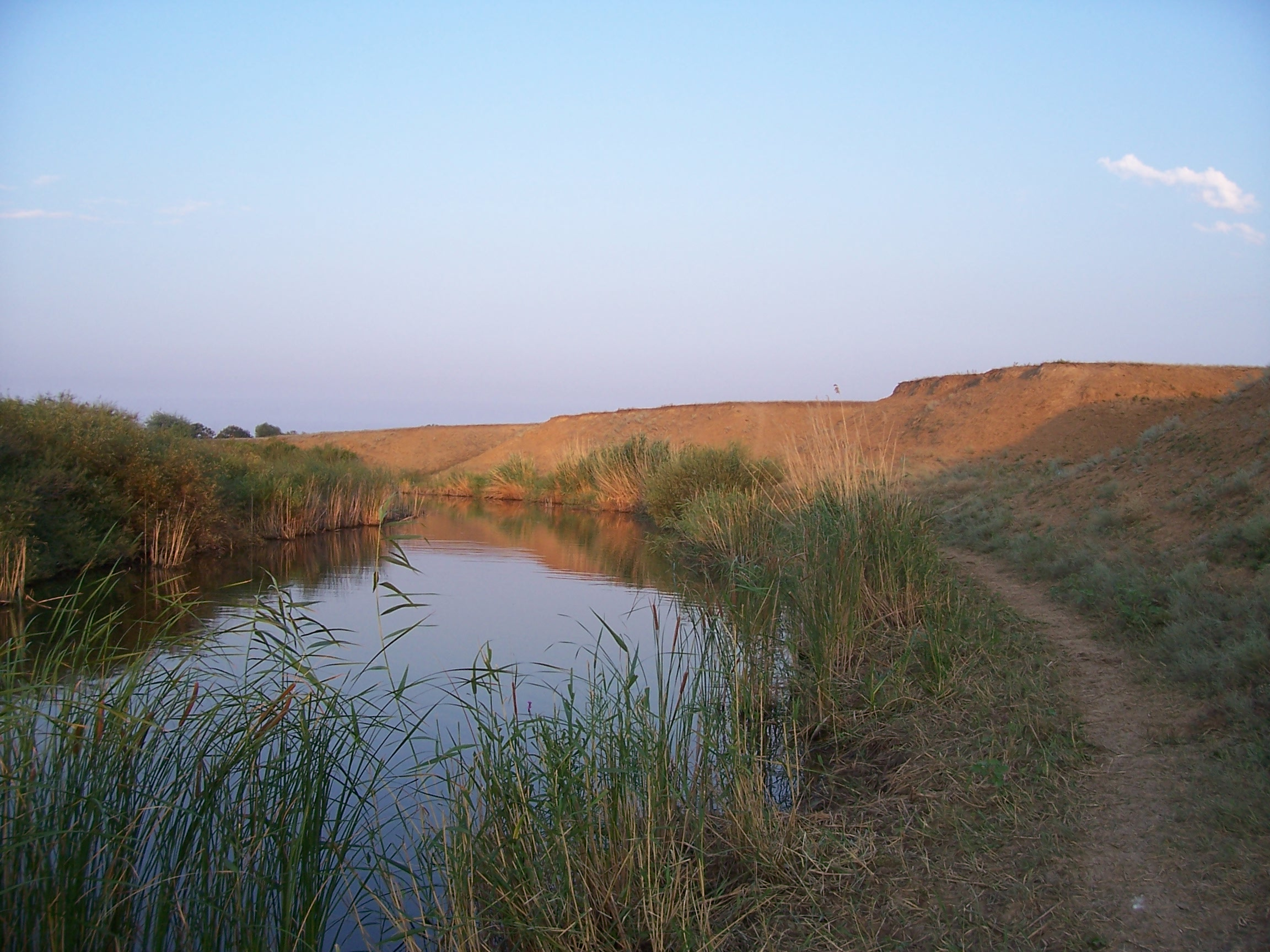
Река Отрожина в окрестностях села Харьковка

Харьковка расположена на берегу реки Отрожина (от украинского «отрожка» — ответвление), которая впадает в реку Солёная Куба, впадающую в реку Еруслан водосборного бассейна реки Волга. Река Отрожина вниз по течению перекрыта насыпной плотиной, что позволяет сохранить воду в реке в период знойного лета.
Большая часть подземных вод отличается солёностью и мало пригодна для бытовых и сельскохозяйственных нужд. В 2008 из-за засухи значительная часть села лишилась доступа к пресной воде, так как многие насосы оказались на суше. В экстренной ситуации администрация Волгоградской области выделила Старополтавскому району 5 млн руб. на проведение работ по обеспечению водой.

### Растительный, животный мир и почвы
Село расположено в природной зоне типчаково-ковыльных сухих степей. Древесная и кустарниковая растительность произрастает вдоль реки и многочисленных прудов, разбросанных в степи.
Преобладающий тип почв — каштановые и каштановые солонцеватые (содержание солонцов от 25 до 50 %)

В июле 1878 года при жаре 30-40° Новоузенские степи, особенно их южные части, представлялись мне совершенно нагими. Я решительно не хотел допускать, чтобы здесь белотурка могла давать в хороший год прекрасный урожай, а между тем это факт. Такова даровитость молодых девственных почв.— В.В. Докучаев

## Топонимика
Происхождение названия села связано с тем, что большинство первых поселенцев прибыло сюда с Украины, а именно из Харьковской губернии

## История

Кладбище, братская могила 66 воинов — защитников Сталинграда, погибших от ран в эвакогоспитале Харьковки

Село основано 1 июня (по старому стилю) 1840 года переселенцами с Украины. Место для села было облюбовано ходоками, которые были высланы вперёд основной группы переселенцев. На протяжении нескольких лет крестьяне пользовались льготами, каждый мог обрабатывать такой участок, размер которого был ему под силу.
В 1856 году в селе построена первая православная церковь.
После отмены крепостного права (1861) население села значительно увеличилось. Сюда переселились десятки семей, освобождённые от подёнщины у помещиков.
В конце XIX века в селе происходят значительные изменения. В сельскохозяйственном производстве появляется техника: в 1898 году Пётр Светличный купил лобогрейку, Андрей Скляр — молотилку. Братья Кох и Крепс построили первую паровую мельницу, затем заработала мельница Ивана Дьяченко. Открываются четыре магазина (владельцы В. Шурыгин и Е. Иванов). В 1895 году выстроена величественная пятиглавая кирпичная Рождество-Богородицкая церковь. В селе были ветряные мельницы, маслобойка, завод по обжигу кирпича.
В 1905 году в село вернулся член РСДРП(б), участник революции 1905 года Фёдор Игнатьевич Баранник, который создал первый в селе подпольный марксистский кружок.
23 февраля 1918 года — в день рождения Красной Армии — в боях под Нарвой и Псковом участвовал Андрей Тимофеевич Бражник.р
В марте 1918 года часть сельчан объявили о создании революционного сельского комитета, признали недействительной власть волостного старшины и лишили его всех полномочий. Первым председателем ревкома становится Фёдор Архипович Иванов.

### Голод и восстание 1921 года
В 1921 году голод в Поволжье унёс жизни многих жителей Харьковки. Активизируются антибольшевистские отряды. В январе-марте 1921 года жители Харьковки оказались втянутыми в восстание, спровоцированное формированиями Повстанческой армии Вакулина-Попова из Донской области. Повстанческие формирования во главе с «командующим восставшими войсками» Вакулиным совершили свой первый рейд ещё в январе, но они носили большей частью разведывательный характер. В ходе рейда изучались настроения крестьянства, подбирались и готовились будущие руководители повстанческого движения в сёлах, создавались тайные склады оружия. В этом рейде Вакулин и его штаб старались избегать насилия и жестокости. Совершив всю необходимую подготовительную работу, повстанцы возвратились под Камышин.
В конце января повстанческие отряды вновь вторглись на территорию Немецкой области, на этот раз они жестоко расправлялись с коммунистами, советскими и профсоюзными лидерами. Позже началась тайная концентрация повстанческих сил под командой бывшего районного комиссара продовольствия Михаила Пятакова. В начале марта часть повстанцев, скрытно перейдя через замёрзшую Волгу, расположилась в сёлах Иловатской волости (Черебаево, Иловатка). При поддержке крестьян в ночь с 16 на 17 марта повстанцы подошли к Ровному, утром напали на город и взяли его. Вечером 17 марта на общем собрании жителей города был избран новый орган управления — «Совет пяти» («пятёрка»), однако, реальной властью в городе обладал только Пятаков, который превратил Ровное в политический центр борьбы против советской власти.
19 марта отряды повстанцев из Старой Полтавки, Харьковки и других сёл ликвидировали органы советской власти в южной части Ровненского уезда. В частности в Харьковке схватили 15 коммунистов и активистов сельского Совета, трое (Сафон Дьяченко, Александр Светличный и И. Мироненко) были брошены с моста в реку Солёная Куба, а остальные расстреляны. В тот же день наспех сколоченные отряды из крестьян захватили станцию Гмелинскую и начали вывозить в свои сёла сосредоточенные там большие запасы зерна. Успеху восстания на юге Автономной Области способствовал и тот факт, что повстанцам противостояли лишь малочисленные продовольственные отряды и местная милиция. Регулярных воинских частей на территории области практически не было. В последующие дни восстание всё больше распространялось по сёлам Нижнего Поволжья.
Сценарий восстания везде был одинаков: после появления в селе посланцев Михаила Пятакова и непродолжительной агитации враждебно настроенные к большевистской власти крестьяне вооружались чем попало (ружьями, топорами, вилами и другим), громили местный Совет, расправляясь с оказывавшими сопротивление представителями власти, и создавали свою власть. Первыми шагами новой власти сразу же становились разгром ссыпных пунктов, зернохранилищ и распределение зерна между жителями.
В конце марта значительная часть территории Автономной области немцев Поволжья оказалась в руках восставших крестьян. Однако очень быстро обнаружились серьёзные противоречия между местными крестьянами и отрядами Пятакова. Возмущение крестьян вызвали факты вывоза отрядами Пятакова хлеба из разграбленных хранилищ за пределы территории Области немцев Поволжья. Массовый характер приобрели открытые грабежи крестьян, уголовные преступления. В целом, крестьяне, надеявшиеся после победы восстания получить хлеб и спокойно начать подготовку к весеннему севу, оказались втянутыми в новый виток насилия, стали жертвами игры политических сил. Это значительно изменило их настроения. Нарастало чувство разочарования и сожаления. Подобные настроения резко усилились, когда крестьяне узнали о том что 21 марта продразвёрстка заменена продналогом и о ликвидации ряда чрезвычайных мер «военного коммунизма». Одновременно с политическими советской властью принимались и военные меры для подавления восстания: была сформирована боевая группа, представлявшая собой несколько хорошо вооружённых отрядов.
Наступление на повстанцев началось вечером 26 марта. Отряды Пятакова стали терпеть поражение от отрядов Красной Армии. 30 и 31 марта военное руководство повстанцев пыталось организовать оборону оставшихся в его руках сёл. Проводилась насильственная мобилизация крестьян всех возрастов, включая подростков. Практически безоружных людей под страхом расстрела заставляли рыть окопы, занимать оборону вокруг сёл.
31 марта началось наступление красноармейских подразделений на повстанцев в Ровненском уезде. В частности, 241 полк ВОХР от станции Гмелинская под прикрытием бронепоезда начал движение на Харьковку, затем Кано и Старую Полтавку. Одновременно на территорию Ровненского уезда вступили подразделения Красной Армии из Покровска, которые двигались по левому берегу Волги на юг в сторону Ровного. 6-7 апреля курсантами Саратовских пехотных курсов были освобождены от повстанцев несколько сёл вдоль железной дороги Покровск — Урбах. 8 апреля против повстанцев в Ровненском уезде был открыт третий фронт: со стороны Красного Кута на Ровное начал наступление ещё один большой сводный красноармейский отряд.
5 апреля Пятаков со своим штабом покинул Ровное и двинулся на юг. В эти же дни началась интенсивная и беспорядочная переправа повстанцев на правый берег Волги. Ровное было взято Красной Армией в ночь с 9 на 10 апреля, а к середине апреля 1921 года повстанческое движение крестьян было ликвидировано по всей области.
Сразу же после подавления крестьянского восстания в мятежных сёлах началась работа выездных сессий Ревтрибунала. Принявших участие в восстании по приговорам трибунала расстреливали, приговаривали к заключению в концентрационный лагерь, располагавшийся вблизи Марксштадта. Имущество расстрелянных и осуждённых конфисковывалось. Кроме того, на сёла, участвовавшие в восстании, накладывались различные штрафы

### Более поздние годы
В 1924 году из числа жителей села Харьковка организованы несколько хуторов: Кубский, Зарница, Степной и другие.
Осенью 1929 года началась работа по созданию колхоза, первым председателем которого стал Милентий Артёмович Руденко.
В марте 1935 года была организована МТС (директор Г. П. Жевак).
В годы Великой Отечественной войны (1941—1945) многие мужчины ушли на фронт, основная тяжесть работы легла на плечи женщин, подростков и стариков. Около 700 посылок с тёплыми вещами было собрано харьковчанами и отправлено бойцам Красной Армии. В 1942 году во время Сталинградской битвы, в селе был организован госпиталь.
139 харьковчан не вернулись с фронтов Великой Отечественной, их имена высечены на плитах мемориала «Скорбящая мать» в центре села.
В 2001 году в селе началась газификация жилого сектора.

## Юридический статус

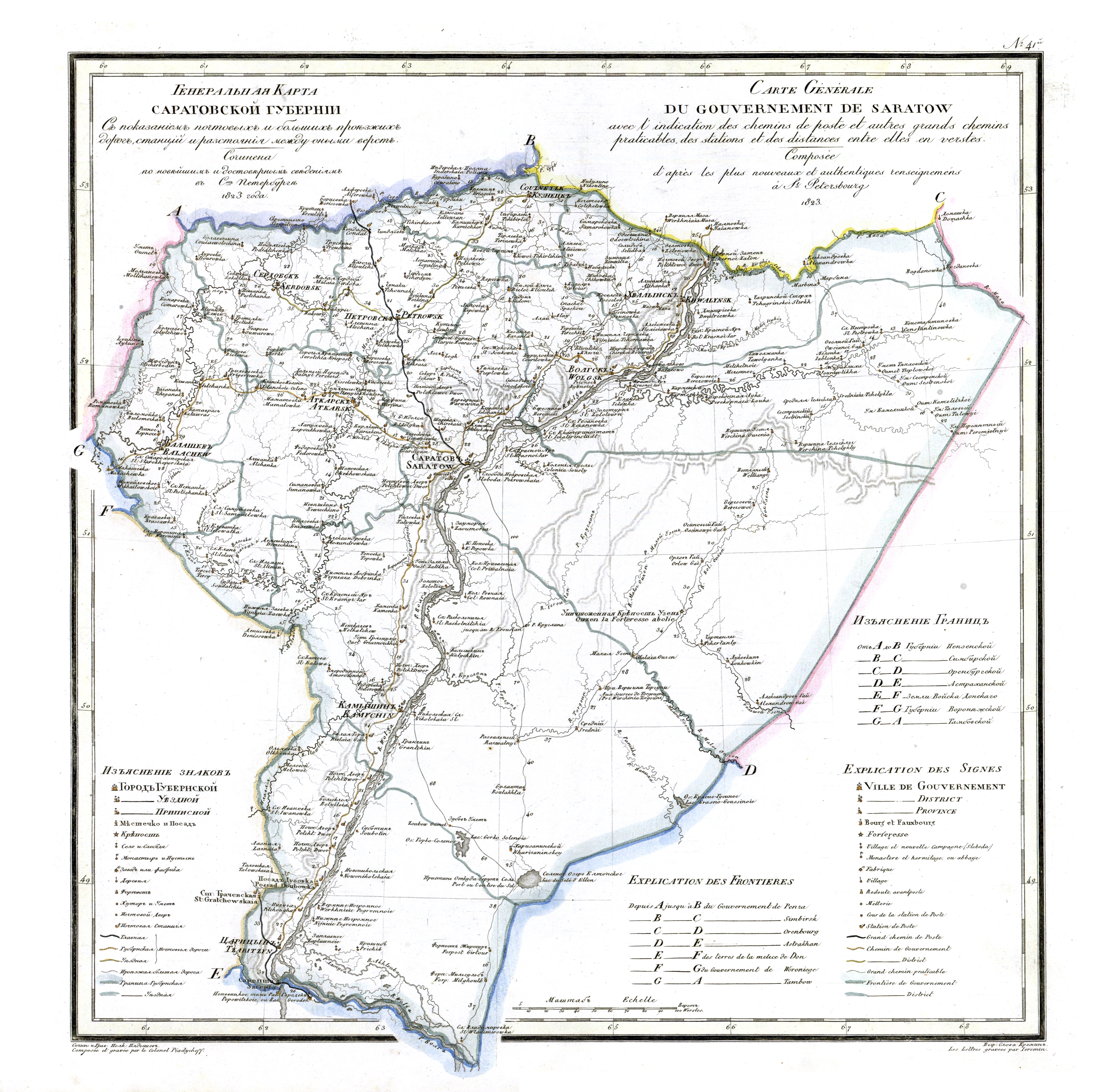
Саратовская губерния, 1823

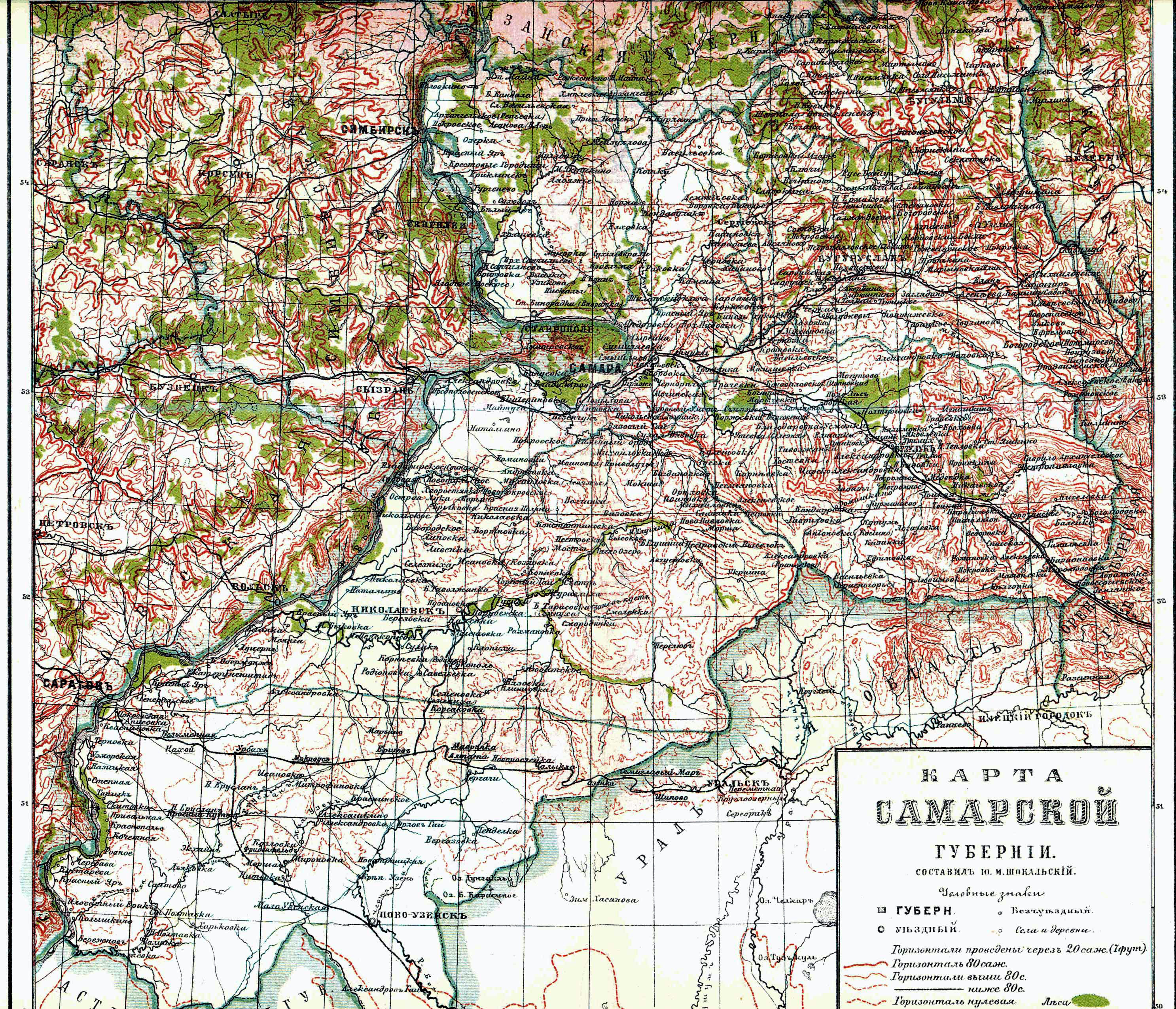
Самарская губерния

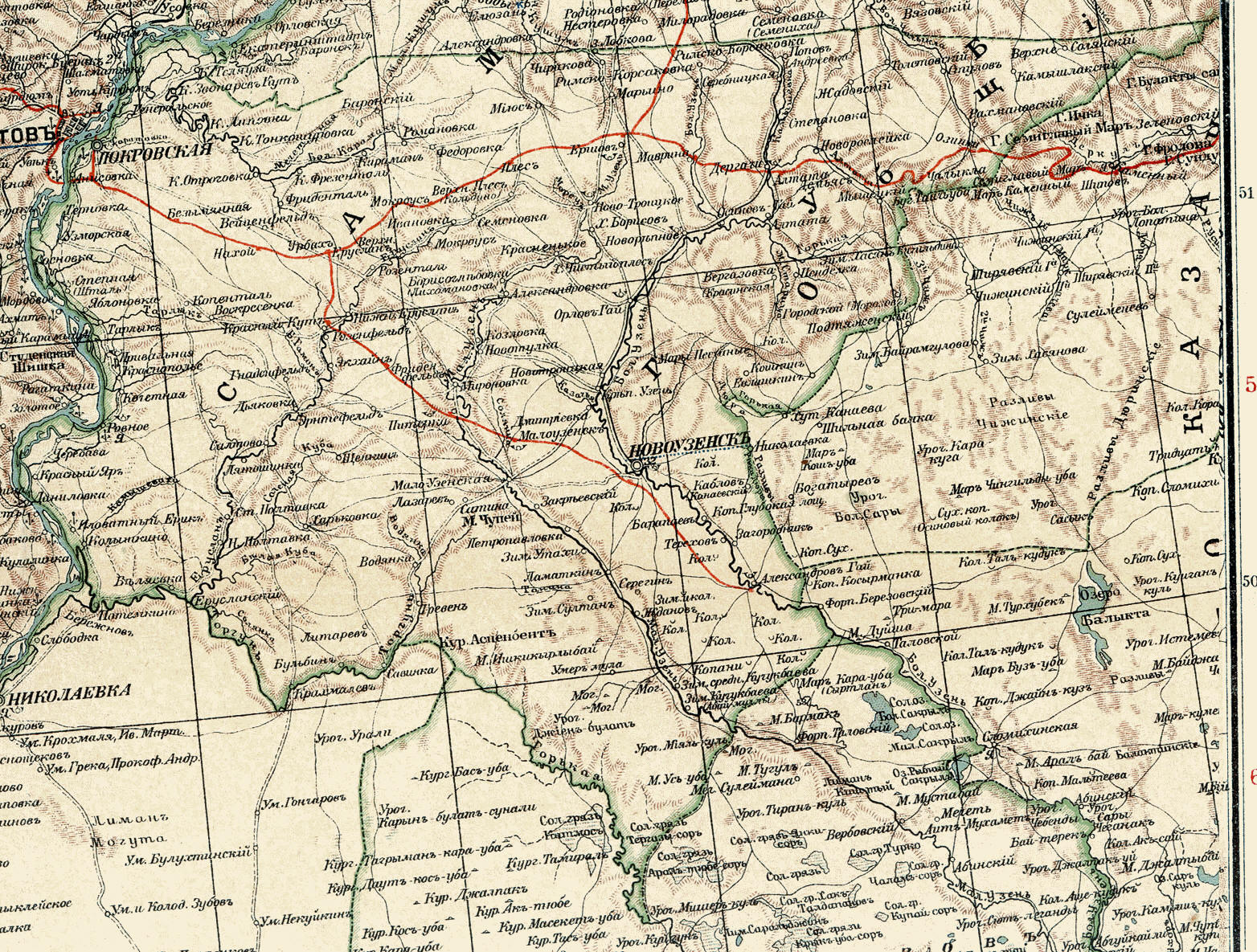
Новоузенский уезд Самарской губернии, фрагмент карты из «Настольного атласа А. Ф. Маркса», 1903

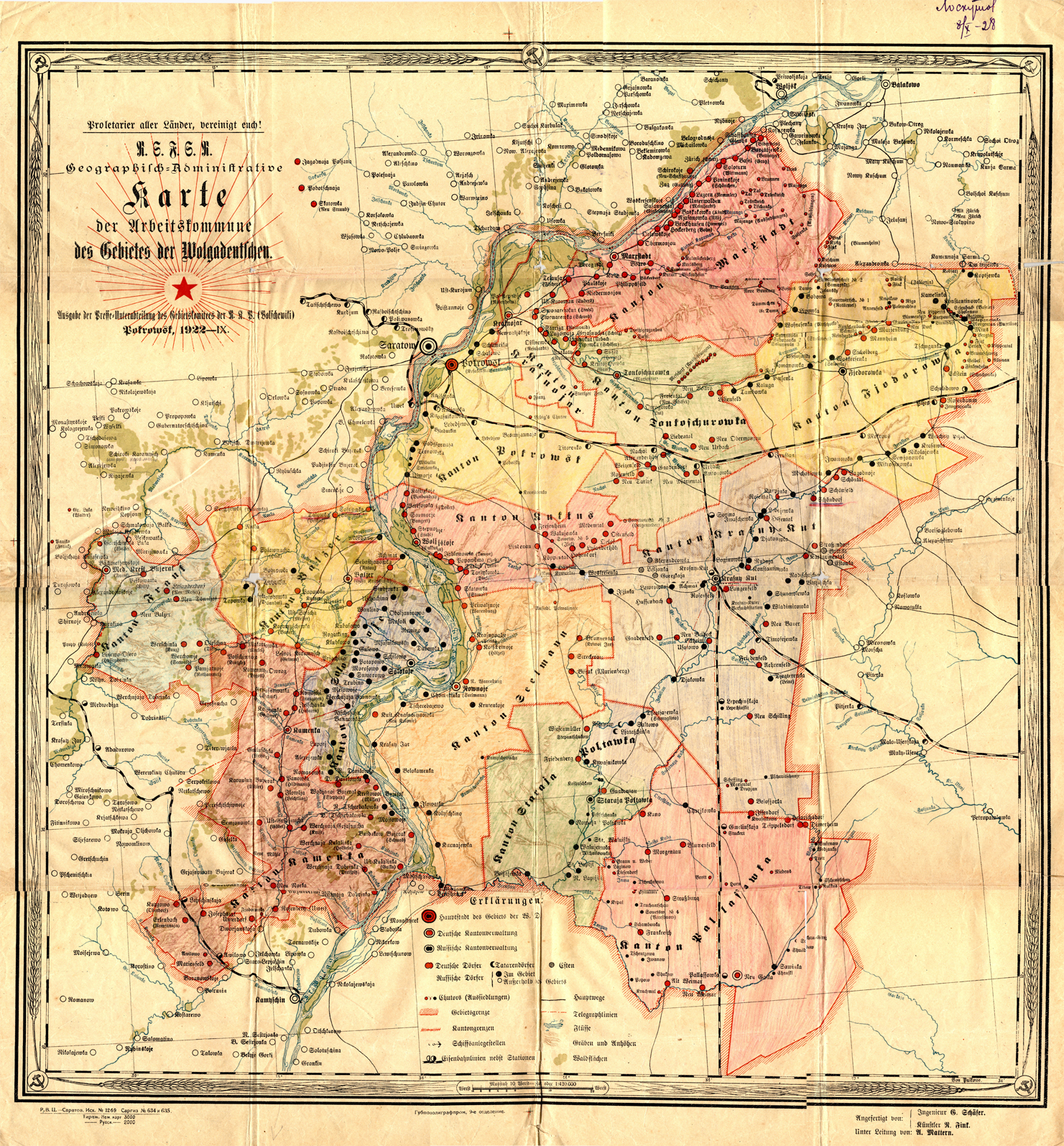
Трудовая коммуна Немцев Поволжья, 1922

- 1840—1850 годах — в Новоузенском уезде Саратовской губернии

В 1850 году Новоузенский уезд передан в состав Самарской губернии.
- До 1919 года — в Новоузенском уезде Самарской губернии

В 1919 году территория Новоузенского уезда, за исключением немецких поселений, которые в 1918 году сформировали Трудовую коммуну(Область) Немцев Поволжья, передана в состав Саратовской губернии
- В 1919—1922 годах — в Новоузенском уезде Саратовской губернии.

5 января 1921 года Новоузенский уезд Саратовской губернии разделён на Новоузенский, Покровский и Дергачёвский уезды.
22 июня 1922 года в результате «округления» немецкой области к ней были присоединены соседние сёла с преимущественно русским и украинским населением. Харьковка также вошла в состав Палласовского кантона Трудовой коммуны Немцев Поволжья.
- 1922—1924 годы — в Палласовском кантоне Автономной области Немцев Поволжья.

20 февраля 1924 года постановление ВЦИК и СНК закрепило преобразование АО Немцев Поволжья в АССР Немцев Поволжья.

Постановление ВЦИК и Совета Народных Комиссаров
ОБ АВТОНОМНОЙ СОЦИАЛИСТИЧЕСКОЙ СОВЕТСКОЙ РЕСПУБЛИКЕ НЕМЦЕВ ПОВОЛЖЬЯ
Всероссийский Центральный Исполнительный Комитет и Совет Народных Комиссаров постановляют:

1. Преобразовать Автономную Область Немцев Поволжья в Автономную Социалистическую Советскую Республику Немцев Поволжья, как федеративную часть Российской Социалистической Федеративной Советской Республики в пределах ныне существующих границ названной области в составе кантонов: Покровского, Красноярского, Марксштадтского, Фёдоровского, Тонкошуровского, Красно-Кутского, Палласовского, Старо-Полтавского, Ровненского, Вольского, Голо-Карамышского, Золотовского, Каменского и Медведицко-Крестово-Буеракского с административным центром в городе Покровске.
<…>

11. Немецкий, русский и украинский языки являются равноправными на территории Автономной Советской Социалистической Республики Немцев Поволжья. Во всех территориальных частях республики делопроизводство ведётся на языке большинства населения каждой такой части.
Председатель ВЦИК М.Калинин
Секретарь ВЦИК А.Кисилёв
Председатель Совета Народных Комиссаров А. Рыков
20 февраля 1924 г. Москва. Кремль.

- 1924—1928 — в Палласовском кантоне АССР Немцев Поволжья

11 июня 1928 в результате объединения АССР Немцев Поволжья, Калмыцкой АО, Саратовской, Сталинградской и Астраханской губерний образован Нижневолжский край с центром в Сталинграде. Нижневолжский край состоял из АССР Немцев Поволжья, Калмыцкой АО и 73 округов (с 1930 — районов, территория бывших губерний). АССР Немцев Поволжья делилась на 12 кантонов (с 1932 — 13), её центром был Покровск (с 1931 — Энгельс).
- 1928—1934 — в Палласовском кантоне АССР Немцев Поволжья Нижневолжского края

1 января 1934 Нижневолжский край разделён на два края — Саратовский, с центром в городе Саратов, и Сталинградский, с центром в городе Сталинград. АССР Немцев Поволжья осталась в составе Саратовского края.

ПОСТАНОВЛЕНИЕ
Президиума ВЦИК СССР
от 1 января 1934 г.
«О разделении Нижневолжского края»
Учитывая ходатайства советских, хозяйственных и общественных организаций Нижневолжского края, Президиум ВЦИК постановляет:

1. Разделить территорию существующего Нижневолжского края на Саратовский край, с центром в городе Саратове, и Сталинградский край, с центром в городе Сталинграде.

2. Установить границу между Саратовским краем по южным границам Балашовского, Самойловского и Баландинского районов, а также по существующим границам АССР немцев Поволжья, с оставлением перечисленных выше административно-территориальных единиц в составе Саратовского края.
Председатель ВЦИК М. Калинин
Секретарь ВЦИК А. Киселёв

- 1934—1935 — в Палласовском кантоне АССР Немцев Поволжья Саратовского края

18 января 1935 путём разукрупнения существовавших ранее кантонов образованы новые. Из состава Палласовского кантона был выделен Гмелинский кантон, в состав которого вошла Харьковка.

О новой сети районов и кантонов Саратовского края и АССР немцев Поволжья.
Постановление ВЦИК 18 января 1935 г.
Президиум Всероссийского центрального исполнительного комитета п о с т а н о в л я е т:

Утвердить новую районную сеть Саратовского края и АССР немцев Поволжья в составе следующих районов и кантонов:
<…>

2. Кантоны, подчинённые непосредственно ЦИК АССР немцев Поволжья: 1) Бальцерский, 2) Гмолинский [Гмелинский], 3) Гнаденфлюрский, 4) Зельманский, 5) Золотовский, 6) Иловатский, 7) Каменский, 8) Краснокутский, 9) Красноярский, 10) Кук[к]усский, 11) Лизандергейский, 12) Мариентальский, 13) Марксштадтский, 14) Добринский, 15) Палассовский [Палласовский], 16) Старо-Полтавский, 17) Ундервальденский [Унтервальденский], 18) Фёдоровский, 19) Франкский, 20) Екгеймский [Экгеймский], 21) Энгельсский, 22) Эр[л]енбахский.

- 1935—1936 — в Гмелинском кантоне АССР Немцев Поволжья Саратовского края

10 января 1936 АССР Немцев Поволжья выделена из состава Саратовского края, который в связи с этим переименован в Саратовскую область
- 1936—1941 — в Гмелинском кантоне АССР Немцев Поволжья

В связи с Указом Президиума Верховного Совета СССР от 7 сентября 1941 «Об административном устройстве территории бывшей республики Немцев Поволжья» Гмелинский район, в том числе и село Харьковка, переданы в состав Сталинградской области.

УКАЗ
Президиума Верховного Совета СССР
от 7 сентября 1941 г.
«Об административном устройстве территории бывшей республики немцев Поволжья»
В соответствии с Указом Президиума Верховного Совета СССР от 28 августа 1941 г «О переселении немцев, проживающих в районах Поволжья», признать необходимым:

1. Включить в состав Саратовской области нижеследующие районы бывшей Республики Немцев Поволжья: Бальцерский, Золотовский, Каменский, Терновский, Куккусский, Зельманский, Красноярский, Марксштадтский, Унтервальденский, Фёдоровский, Гнаденфлюрский, Красно-Кутский, Лизандергейский, Мариентальский, Экгеймский.

2. Включить в состав Сталинградской области нижеследующие районы бывшей Республики Немцев Поволжья: Франкский, Эрленбахский, Добринский, Палласовский, Гмелинский, Старо-Полтавский, Иловатский.

- 1941—1950 — в Гмелинском районе Сталинградской области

27 июля 1950 Гмелинский район включён в состав Старополтавского района Сталинградской области
- 1950—1961 — в Старополтавском районе Сталинградской области

В 1961 Сталинград был переименован в Волгоград, а Сталинградская область — в Волгоградскую
- с 1961 — в Старополтавском районе Волгоградской области

## Население
| Год  | Число дворов | Число жителей | Среднее число человек в доме |
| ---- | ------------ | ------------- | ---------------------------- |
| 1859 | 160          | 1069          | 6,7                          |
| 1900 | 404          | 2306          | 5,7                          |
| 1910 | 542          | 3018          | 5,6                          |
| 1926 | 468          | 2131          | 4,6                          |
| 2001 |              | 1347          |                              |

| 2010 | 2012  | 2013  | 2014 | 2015 | 2016 | 2017 |
| ---- | ----- | ----- | ---- | ---- | ---- | ---- |
| 1068 | ↘1037 | ↘1028 | ↘985 | ↘958 | ↘937 | ↘920 |
| 2018 | 2019  | 2020  | 2021 |      |      |      |
| ↘903 | ↘883  | ↘861  | ↘840 |      |      |      |

В 1926 году к Харьковскому сельскому совету относился также посёлок Кубской — 36 домохозяйств с населением 202 человека.
Этнический состав: преимущественно украинцы. Проживают также русские, немцы, казахи, чуваши, чеченцы.

## Экономика
Крупнейшее предприятие: колхоз «Харьковский».
Основу хозяйства села ранее составляло растениеводство (пшеница, кукуруза, овощи) и животноводство (свиньи, овцы, крупный рогатый скот), но в последнее десятилетие экономическое состояние колхоза «Харьковский», как и многих других, стало критическим: опустели фермы, сорняком заросли многие поля. Заработная плата колхозников очень небольшая, лишь в урожайные годы (обычно раз в три года) колхоз может выплатить работникам премиальные. Поэтому основу экономической жизни сельчан ныне составляет приусадебное хозяйство и выращивание «скотины» на продажу. Характерны большие огороды, на которых выращивают разнообразные овощи — помидоры, огурцы, капусту, картофель, лук, чеснок и бахчевые — арбузы, дыни. Большие грядки в сильную жару требуют частого полива. Воду обычно качают из реки насосами, находящимися в индивидуальном или совместном пользовании нескольких хозяев. В огородах много разнообразных цветов, садовых деревьев (яблоня, груша, вишня, слива, абрикос, тёрн), кустарников (смородина, малина), выращивают паслён. Ежегодно колхоз выделяет наделы за пределами села под картофель.
Во дворах обычно много «живности» — коровы, свиньи, овцы, куры, утки, индюки (их число иногда достигает десятка голов и более). Продажа мяса — один из главных источников доходов семей.

## Транспорт и связь
Село расположено в 10 км от станции Гмелинская на линии Саратов—Астрахань Приволжской железной дороги.
Почтовый индекс: 404204

## Образование

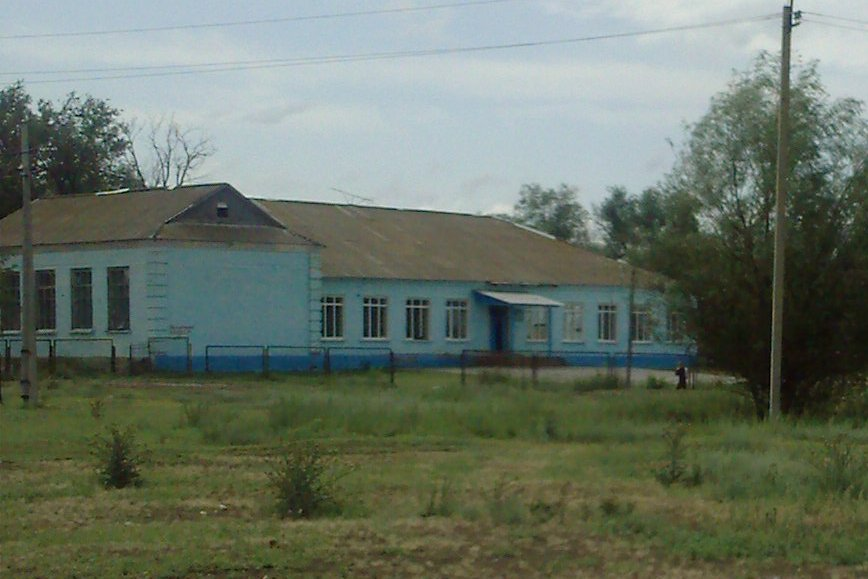
средняя школа села Харьковка

Харьковка имеет давние традиции образования и просвещения. Первая земская школа была открыта в 1885, а открытая смешанная церковная школа грамоты — 1 октября 1892, в которой в 1894 году обучались 19 мальчиков и 1 девочка.
После Великой Отечественной войны школа размещалась в небольшом здании. Места было мало. Всего было 4 больших кабинета и 2 маленьких. В классе было по 20 человек. Учились с 1 по 7 класс. 10 класс заканчивали в соседней Гмелинке. Занятия шли в две смены. В школе изучался немецкий язык. Писали чернилами в тетрадях, ходили в школу без сменной обуви. Мыли сапоги возле школы в корытах и ходили в них по школе. Сумки шили свои. Портфелей не было.
В 1966 году построено новое здание школы (на фото).
В селе также имеется детский сад.

## Здравоохранение
В селе имеются дом интернат, аптека.

## Культура
В селе есть дом культуры.
Национальная культурная традиция в селе поддерживается, организованным в 1978, женским фольклорным вокально-хореографическим ансамблем народной песни «Харьковчанка» (рук. В. Дьяченко, муз. рук. Н. Скляр), который исполняет не только украинские, но и русские народные песни на сельских праздниках, а также выезжает с концертами в райцентр, участвует в областных смотрах самодеятельности и имеет широкую популярность. Первоначально хор состоял только из четырёх девушек, потом появилась группа запевал из 30 человек. Вторая половина 80-х является пиком популярности «Харьковчанки». Но не забывают её и в последнее время. В 1990 на базе ДК образовалась дочерняя группа из девочек школьного возраста. В 1998 на областном конкурсе «Поют волжане» харьковчанки получили диплом лауреатов. В 2004 за достижения в области культуры объединение было удостоено медали от областной администрации.